# Dictyna denisi
Espèce
Synonymes
- Dictyna bifida Denis, 1955 nec Jones, 1947
- Brigittea denisi Lehtinen, 1967

Dictyna denisi est une espèce d'araignées aranéomorphes de la famille des Dictynidae.

## Distribution
Cette espèce est endémique du Niger.

## Étymologie
Cette espèce est nommée en l'honneur de Jacques Denis.

## Publications originales
- Lehtinen, 1967 : Classification of the cribellate spiders and some allied families, with notes on the evolution of the suborder Araneomorpha. Annales Zoologici Fennici, vol. 4, p. 199-468.
- Denis, 1955 : Contribution à l'étude de l'Aïr (Mission L. Chopard et A. Villiers). Araignées. Bulletin de l'Institut français d'Afrique noire, Série A. Sciences Naturelles, vol. 17, p. 99-146.